# Partito Democratico «Aq Jol»
Il Partito Democratico «Aq Jol» (in kazako Ақ жол Демократиялық Партиясы?; in russo Демократическая партия «Ак жол»?) e conosciuto anche come Ak Žol o Ak Zhol (traducibile come «Sentiero Luminoso») è un partito politico kazako di orientamento liberale fondato nel 2002.
È ritenuto fedele al governo del partito politico Amanat.

## Risultati
| Elezione          | Voti    | %     | Seggi   |
| ----------------- | ------- | ----- | ------- |
| Parlamentari 2004 | 572.672 | 12,04 | 1 / 77  |
| Parlamentari 2007 | 183.346 | 3,09  | 0 / 98  |
| Parlamentari 2012 | 518.405 | 7,47  | 8 / 98  |
| Parlamentari 2016 | 540.406 | 7,18  | 7 / 98  |
| Parlamentari 2021 | 792.828 | 10,95 | 12 / 98 |

| Elezione           | Candidato        | Voti    | %    | Esito         |
| ------------------ | ---------------- | ------- | ---- | ------------- |
| Presidenziali 2005 | Alikhan Baimenov | 108.730 | 1,61 | ❌ Non eletto |
| Presidenziali 2019 | Daniya Yespayeva | 465.714 | 5,05 | ❌ Non eletto |